# Flora Graeca
Flora Graeca era una publicació sobre les plantes de Grècia que es va editar durant els finals del s. XVIII, com a resultat d'un estudi de John Sibthorp i Ferdinand Bauer. Les descripcions botàniques i les il·lustracions van ser altament valorades per l'audiència anglesa, ja que el treball fet a mà i finament il·lustrat tenia tant un interès científic com per l'horticultura.
Sibthorp va conèixer l'il·lustrador botànic Ferdinand Bauer a Viena, on ell havia anat de viatge per estudiar una còpia d'un treball de Dioscòrides Pedaci. Aquesta era la primera part d'un viatge que tenia com a objectiu identificar les plantes medicinals usades a Grècia; Bauer va unir-se a l'expedició com a il·lustrador. Van enregistrar i recol·lectar un gran nombre de nous espècimens i ho van publicar. Des del maig de 1786 fins al desembre de 1787 van treballar amb les plantes i els animals de l'est del mediterrani, Sibthorp classificant i descrivint i Bauer il·lustrant-los en petits esbossos de color. La feina de Bauer, incloent-hi al voltant d'uns milers d'esbossos, són ara valorats com uns dels millors exemples de la il·lustració botànica.
Sibthorp va ajuntar les descripcions i il·lustracions i en la seva mort va incloure una gran dotació per veure el llibre publicat. La tasca de preparar les obres va ser assignada a James Edward Smith, qui va publicar els dos volums sota el nom de Prodomus durant 1806 i 1813, sis altres sota el nom de Flora Graeca Sibthorpiana, entre 1806 i 1828. El setè va aparèixer el 1830, després de la mort de Smith i els tres restants van ser produïts per John Lindley entre 1833 i 1840.
El cost dels volums el 1830 era de 620 lliures. L'escassetat de les primeres primeres edicions va portar a dubtar de la seva existència. El llibre és poc freqüent però el seu valor intrínsec ha portat a l'Oxford University Library Services a posar a disposició una exploració digital de la sèrie completa.
La publicació es va emetre amb taules i índexs del nom científic i el nom comú en grec amb aquesta concordança.
Va ser durant un període de creixent interès en l'horticultura quan es van descriure les espècies exòtiques molt desitjades, i moltes van esdevenir perennes dels jardins de flors anglesos.